# Musca timidus
Musca timidus är en tvåvingeart som först beskrevs av Harris 1780.  Musca timidus ingår i släktet Musca, ordningen tvåvingar, klassen egentliga insekter, fylumet leddjur och riket djur. Inga underarter finns listade i Catalogue of Life.